# Риос, Луис
Луис Риос (исп. Luis Ríos; род. 30 мая 1953, Буэнос-Айрес) — аргентинский биатлонист, участник трёх зимних Олимпийских игр.

## Карьера
Впервые на международных стартах Луис Риос выступил в 1978 году. Это был чемпионат мира, где он в эстафете вместе с Роберто Парра, Раулем Абелла и Хорхе Саласом занял 22-е место, опередив только команду Чили. Через три года выступил на мировом форуме в финском Лахти, где в индивидуальной гонке показал свой лучший результат на чемпионатах мира — 67-е место. В эстафете вместе с Деметрио Веласкесом, Хорхе Саласом и Виктором Фигероа финишировал 19-м, обогнав только команду Австралии.
Луис Риос является единственным аргентинским биатлонистом, который участвовал в трёх зимних Олимпийских играх. В 1980 году в американском Лейк-Плэсиде в индивидуальной гонке показал свой лучший результат в карьере — 47-е место, а в спринте финишировал 48-м. В 1984 году в Сараево лучшим результатом стало 58-е место в индивидуальной гонке, в 1992 году в Альбервиле — 86-е место также в индивидуальной гонке.
В 1992 году Луис Риос стал самым возрастным биатлонистом, представлявшим Аргентину на зимних Олимпийских играх, на момент участия в индивидуальной гонке ему было 38 лет 266 дней.

### Участие в чемпионатах мира
| Год  | Место проведения | Инд | Спр | Эст |
| 1978 | ЧМ Хохфильцен    | —   | —   | 22  |
| 1981 | ЧМ Лахти         | 67  | 78  | 19  |

### Участие в Олимпийских играх
| Год  | Место проведения | Инд | Спр | Эст |
| 1980 | Лейк-Плэсид      | 47  | 48  | DNF |
| 1984 | Сараево          | 58  | 60  | —   |
| 1992 | Альбервиль       | 86  | 91  | —   |